# Амоцзян-Саньцзянкоу
ГЕС Āmòjiāng Sānjiāngkǒu (阿墨江三江口水电站) — гідроелектростанція на півдні Китаю у провінції Юньнань. Знаходячись після ГЕС Pǔxīqiáo, становить нижній ступінь каскаду на річці Амо, лівій твірній Лісяньцзян (у В'єтнамі — Да), яка, своєю чергою, є правою притокою Хонгхи (біля Хайфона впадає у Тонкінську затоку Південнокитайського моря). При цьому нижче по сточищу розташована ГЕС Джуфуду, розташована вже на самій Лісяньцзян.
У межах проєкту річку перекрили кам'яно-накидною греблею із бетонним облицюванням висотою 61 метр, яка утримує водосховище з об'ємом 85 млн м3 (під час повені, максимальний рівень у звичайних умовах — 76 млн м3), в тому числі корисний об'єм 15 млн м3.
Зі сховища ресурс подається до наземного машинного залу, розташованого за 0,3 км на правому березі річки Вейнань, котра за 0,5 км після цього впадає ліворуч до Амо. Основне обладнання станції становлять три турбіни загальною потужністю 99 МВт, які забезпечують виробництво 424 млн кВт·год електроенергії на рік.